# Liste der Baudenkmale in Kenz-Küstrow
In der Liste der Baudenkmale in Kenz-Küstrow sind alle Baudenkmale der Gemeinde Kenz-Küstrow im Landkreis Vorpommern-Rügen und ihrer Ortsteile aufgelistet. Grundlage ist die Veröffentlichung der Denkmalliste des Landkreises Vorpommern-Rügen, Auszug aus der Kreisdenkmalliste vom Januar 2012 und August 2016.

## Kenz
| ID  | Lage                                | Bezeichnung                                                                                       | Beschreibung | Bild                     |
| --- | ----------------------------------- | ------------------------------------------------------------------------------------------------- | ------------ | ------------------------ |
| 513 | Am Lindenhof 1 (Karte)              | Gutshaus                                                                                          |              | Gutshaus                 |
| 512 | Bahnhofstraße 10 (Karte)            | Bahnhof mit Toilettengebäude                                                                      |              | Weitere Bilder           |
| 514 | Brunnenaue 24 (Karte)               | Kapelle                                                                                           |              |                          |
| 515 | Kirchweg 7 (Karte)                  | Kirche mit Friedhof, Feldsteinmauer, vier Grabplatten aus dem 18. Jh. an der Westseite der Kirche |              | Weitere Bilder           |
| 516 | Kirchweg 7 (alter Friedhof) (Karte) | Kriegerdenkmal 1914/1918                                                                          |              | Kriegerdenkmal 1914/1918 |

## Rubitz
| ID    | Lage                    | Bezeichnung      | Beschreibung | Bild |
| ----- | ----------------------- | ---------------- | ------------ | ---- |
| 11007 | Am Dorfanger 15 (Karte) | ehem. Bauernhaus |              |      |
| 11008 | Zipker Weg 1            | ehem. Bauernhaus |              |      |

## Quelle
- Denkmalliste des Landkreises Vorpommern-Rügen